# Jean-Charles Nocret
Jean-Charles Nocret, ou Charles Nocret, est un peintre de portrait né à Paris le 20 février 1648, et mort dans la même ville le 8 décembre 1719,,.

## Biographie
Jean-Charles Nocret est le fils du peintre Jean Nocret et d'Antoinette, fille de Gérard Huyet, maître maçon des bâtiments du roi. Il a été l'élève de son père À la mort de son père, en 1672, il lui succède dans la charge de valet de la garde-robe de Monsieur, duc d'Orléans, frère du roi, puis valet de la garde-robe de Philippe d'Orléans.
Il s'est marié en février 1672 avec Madeleine Boucher qui est morte à 23 ans, le 16 février 1674. Il s'est rapidement remarié, le 14 mai 1674, avec Élisabeth Selincart, fille d'un marchand de vin et sœur de d'Henriette Selincart (1644-1680), femme d'Israël Silvestre (1621-1691). Israël Silvestre a été le témoin de ce mariage, ainsi que François Noblesse (1652-1730), dessinateur du roi.
Il est reçu académicien de l'Académie royale de peinture et de sculpture, le 31 mars 1674 à la charge de remettre à l'Académie le portrait de son père qu'il apporte le 1er septembre 1674.
Entre 1675 et 1676, il participe à la réalisation des décors du Grand Appartement de la Reine à Versailles. Il est élu trésorier de l'Académie le 16 novembre 1715
Il est décédé dans son appartement des galeries du Louvre. Il est inhumé en présence de son gendre, Philippe Lambert (1689-1742), conseiller du roi en ses conseil, président en la cour des monnaies, marié en 1715 à Élisabeth Charlotte Nocret (1681-1727), et de son neveu, Louis Guillot, docteur de médecine de la faculté de Paris. Sa femme, Élisabeth Selincart, a conservé l'appartement des galeries du Louvre jusqu'à sa mort, le 28 septembre 1723. L'appartement a été donné ensuite à l'orfèvre Thomas Germain.

## Tableaux
- Portrait de Jean Nocret (1674), son morceau de réception à l'Académie royale de peinture et de sculpture, en réserve au musée de l'Histoire de France (Versailles)
- Le Renoncement de Louise de La Vallière (1675), exposé au musée des Beaux-Arts de Brest.